# Lois de Solon
Les Lois de Solon, un des fondateurs de la démocratie athénienne, visaient à établir une justice de droit commun.

## Les énoncés des dix lois
Solon aurait également écrit un décalogue (dix lois) moral à l'image des Tables de la Loi.
1. Ayez plus de confiance dans la probité que dans les serments.
2. Évitez le mensonge.
3. Appliquez-vous à des choses utiles.
4. Ne vous hâtez point à choisir vos amis.
5. Avant de commander, apprenez à obéir.
6. Ne donnez pas le conseil le plus agréable, mais le plus utile.
7. Prenez la raison pour guide.
8. Évitez la société des méchants.
9. Honorez les dieux.
10. Respectez vos parents.